# Катойконім
Катойко́нім (від грец. κάτοικος — житель і -ώνυμον — назва), етнохоронім, етнікон, демонім, патронімні слова (від лат. patria — батьківщина) — назва мешканців певної місцевості, співвіднесена з топонімом. Наприклад, Київ — киянин, Херсон — херсонець.

## Українська мова
В українській мові налічується понад 30 катойконімних суфіксів. На утворення множинних назв жителів вживається 25 суфіксів, а сингулятивних (чоловічих і жіночих) — понад 10.

### Суфікси -ець, -к-а, -ц-і
Найпродуктивніша словотвірна модель утворюється суфіксами -ець (у формі чоловічого роду), -к-а (у формі жіночого роду) та -ц-і у формі множини на зразок:
- крим-ець (не крим-чан-ин) — крим-к-а — крим-ц-і;
- луган-ець — луган-к-а — луган-ц-і;
- одес-ець — одес-к-а — одес-ц-і;[2]

- полтав-ець — полтав-к-а — полтав-ц-і;
- житомир-ець — житомир-к-а — житомир-ц-і;

Зазначені суфікси приєднуються до топонімів на:
- -ан-и: Бережани — бережан-ець — бережан-к-а — бережан-ц-і;
- -ин: Гусятин — гусятин-ець — гусятин-к-а — гусятин-ц-і;
- -єв-е: Єнакієве — єнакієв-ець — єнакієв-к-а — єнакієв-ц-і;

а також до основ на:
- -город: Вишгород — вишгород-ець — вишгород-к-а — вишгород-ц-і;
- -град: Червоноград — червоноград-ець — червоноград-к-а — червоноград-ц-і;
- -піль: Бориспіль — бориспол-ець — бориспіль-к-а — бориспіль-ц-і;
- -пілля: Білопілля —білопол-ець — білопіль-к-а — білопіль-ц-і — із супровідним чергуванням лише в чоловічому роді голосного [і] в закритому складі з [о] у відкритому складі.

Приєднуючись до основ із кінцевим -ів/-їв, чергування [і] з [о] не відбувається через потребу зберегти звуковий склад вихідного топоніма:
- Жашків — жашків-ець — жашків-к-а — жашків-ц-і ;
- Бердичів — бердічів-ець — бердиців-к-а — бердичів-ц-і.

Якщо основа топоніма закінчується на -ськ, -к, то з огляду на закони милозвучності, вони усікаються:
- Бердянськ — бердян-ець — бердян-к-а — бердян-ц-і;
- Каховка — кахов-ець — кахов-к-а — кахов-ц-і;
- Мінськ — мін-ець — мін-к-а — мін-ц-і.

До топонімів на -а, -е, перед якими виступає здебільшого два приголосних, суфікси -ець, -ц-і, -к-а приєднуються з допомогою звукосполук -ів-, -ан-, -ян-, -ин-:
- Біла Церква — білоцерк-івець — білоцерк-івк-а — біло-церк-івц-і;
- Тараща — таращ-анець — таращ-анк-а — таращ-анц-і;
- Алушта — алушт-инець — алушт-инк-а — алушт-инц-і;
- Шостка — шостк-инець — шостк-инк-а — шостк-инц-і;
- Рокитне — рокитн-івець — рокитн-івк-а — рокитн-івц-і.

За цією продуктивною моделлю утворено й чужомовні етноніми на зразок:
- Данія — дан-ець, дані-єць (не дат-чан-ин) — дан-к-а, даній-к-а — дан-ц-і, даній-ц-і;
- Англія — англі-єць (не англі-чан-ин) — англій-к-а — англій-ц-і;
- Канада — канад-ець, канад-ієць — канад-к-а, канад-ійк-а — канад-ц-і, канад-ійц-і;
- Азія — азі-єць (не азіат) — азій-к-а — азій-ц-і.

Низка катойконімів, що викликають труднощі в процесі словотворення:
- Броди — брод-івець — брод-івк-а — брод-івц-і;
- Горішні Плавні — плавн-ів-ець — плавн-ів-к-а — плавн-ів-ц-і — у складних назвах може братися основне слово;
- Горлівка — горлів-ець — горлів-к-а — горлів-ц-і;
- Долина — долин-ець — долин-к-а — долин-ц-і;
- Дубно — дубн-івець — дубн-івк-а — дубн-івц-і;
- Запоріжжя — запоріж-ець — запоріж-к-а — запоріж-ц-і;
- Ічня — ічн-івець — ічн-івк-а — ічн-івц-і;
- Коломия — коломи-єць — коломий-к-а — коломий-ц-і;
- Кривий Ріг — криворіж-ець — криворіж-к-а — криворіж-ц-і;
- Лубни — лубен-ець — лубен-к-а — лубен-ц-і;
- Острог — острож-ець — острож-к-а — острож-ц-і;
- Полтава — полтав-ець — полтав-к-а — полтав-ц-і;
- Тернопіль — тернополя-нин — тернополян-к-а — тернополя-ни;
- Рівне  — рівня-нин  — рів-нян-к-а  — рівня-ни;
- Ромни — ромен-ець — ромен-к-а — ромен-ц-і;
- Харцизьк — харциз-ець — харциз-к-а — харциз-ц-і;
- Черкаси — черкас-ець — черкас-к-а — черкас-ц-і.

### Суфікси -анин, -янин, -чанин
Другою за продуктивністю є словотвірна модель із суфіксами -анин, -янин, -чанин. Їхня синонімна повноправність із -ець не викликає сумнівів, однак їм властиве поєднання з твірними основами на:
- -иц-я: Вижниця — вижнич-ан-ин — вижнич-ан-к-а — вижнич-ан-и;
  - Вінниця — віннич-ан-ин — віннич-ан-к-а — віннич-ан-и;

- -ець: Кам'янець-Подільський — кам'янч-ан-ин — кам'янч-ан-ка — кам'ян-ча-ни;
  - Кременець — кременч-ан-ин — кременч-ан-к-а — кременч-ан-и;

- -ц-і: Чернівці — чернівч-ан-ин — чернівч-ан-к-а — чернівч-ан-и;
  - Ярмолинці — ярмолинч-ан-ин — ярмолинч-ан-к-а — ярмолинч-ан-и;

- -цьк: Донецьк — донеч-чан-ин — донеч-чан-к-а — донеч-чан-и;
  - Луцьк — луч-ан-ин — луч-ан-к-а — луч-ан-и;

- -ак: Судак — судач-ан-ин — судач-ан-к-а — судач-ан-и;
  - Токмак — токмач-ан-ин — токмач-ан-к-а — токмач-ан-и;

- -ч: Галич — галич-ан-ин — галич-ан-ка — галич-ан-и;
  - Дрогобич — дрогобич-ан-ин — дрогобич-ан-к-а — дрогобич-ан-и;

- (-к)и: Прилуки — прилуч-ан-ин — прилуч-ан-к-а — прилуч-ан-и;
  - Суми — сум'-ян-ин, сум-ець — сум'-ян-к-а — сум'-ян-и, сум-ц-і.

Вибірково суфікси -анин, -янин, -чанин поєднуються з деякими основами топонімів, що мають у своєму складі суфікс присвійности -ів/-їв, зокрема:
- Київ — ки-ян-ин (не київлянин) — ки-ян-к-а — ки-ян-и;
- Львів — львів'-ян-ин — львів'-ян-к-а — львів'-ян-и;

або є паралельними до продуктивнішого форманту -ець:
- волин-ець, волин-ян-ин — волин-к-а, волин-ян-к-а — волин-ц-і, волин-ян-и;
- дніпр-ів-ець, дніпр-ян-ин — дніпр-ів-к-а, дніпр-ян-к-а — дніпр-ів-ц-і, дніпр-ян-и;
- сівер-ець, сівер-ян-ин — сівер-к-а, сівер-ян-к-а — сівер-ц-і, сівер-ян-и;[3]
- харків-ець, харків'-ян-ин — харків-к-а, харків'-ян-к-а — харків-ц-і, харків'-ян-и.[4]

### Помилкове утворення катойконімів
Унаслідок зросійщення спостерігається явище, коли в мовлення носіїв української потрапляє продуктивна російська модель -ч-ан-и там, де має бути питомий суфікс -ець (-ц-і): англічани, глухівчани, кримчани. Українська же форма -ч-ан-и утворюється там, де в топонімі є к, ч, щ і цьк.
Щодо цього явища висловлювався письменник Борис Антоненко-Давидович:
|  | Хтозна-чим не сподобались нашим сучасникам давні українські іменники полтавець і полтавка на визначення мешканця й мешканки Полтави, як і лубенець, лубенка — на позначення жителів Лубен чи канівець, канівка — на позначення жителів Канева. Появу дивовижних полтавчанин, лубенчанин, канівчанин можна пояснити лише втратою мовного чуття, забуттям законів словотворення й чергування звуків (для появи звука [ч] треба, щоб у назві був звук [к]: порівняйте: м. Гребінка — гребінчанин, хоча природним є також гребінківець). |

## Інші слов'янські мови

#### Спільні з українськими
Більшість українських катайконімних суфіксів (продуктивних і непродуктивних) функціонує в катайконімах інших слов'янських мов, відрізняючись у певних випадках ступенем активності, продуктивності, поширеності та особливостями морфоматики.
До власне українських належать:
- -ух-и (бортюхи́, від Бортятин)
- -чин (брони́ччин, від Брониця)

Суфікси, які також функціонують у білоруській мові:
- -ун-и (ображуни́, від Ображіївка) — біл. Па́цкаў — пацкуни́, пацку́н (Гомельська область)
- -иц-я (ставчани́ця, від Ставок) — біл. Ві́лька — віляні́ца (Берестейська область)

Суфікси -ат-а, -чат-а (солотвинча́та, від Солотвина) також функціонують у російській мові: рос. Мака́рьев — макаря́та
Суфікс -их-а на утворення жіночих назв жителів вживається в українській, білоруській та російській мовах, проте в інших слов'янських мовах він не простежується. Наприклад: укр. Хрипки́ - хрипчи́ха, рос. О́стров - островни́ха, біл. Віцяві́чы - віцяўчи́ха (Гродненська область).
Усі інші суфікси є явищем спільнослов'янським.